# Quốc kỳ ca
Quốc kỳ ca là một bài hát yêu nước của quốc kỳ của thế giới hiện đại. Hầu hết các bài hát quốc kỳ chỉ là những bài hát yêu nước cho quốc kỳ. Chúng không phải là những bài hát thay thế quốc ca khi quốc kỳ được giương lên. Tuy nhiên, bài hát quốc kỳ của Trung Hoa Dân Quốc khá đặc biệt. Đây là bài hát duy nhất trên thế giới có thể được chơi cho quốc ca. Đây là một trong những bài hát có địa vị gần với quốc ca.

## Danh sách các quốc gia có quốc kỳ ca
| Quốc gia          | Bài hát                                                  | Năm                     | Tác giả                 | Soạn nhạc               | Ghi chú |
| ----------------- | -------------------------------------------------------- | ----------------------- | ----------------------- | ----------------------- | --- |
| Bolivia           | "El Himno a la Bandera"                                  | 1947                    | Ricardo Mujía           | Manuel Benavente        | |
| Brasil            | "Hino à Bandeira Nacional" ·                             | 1906                    | Olavo Bilac             | Francisco Braga         | |
| Costa Rica        | "El Himno a la Bandera"                                  |                         |                         |                         | |
| Cộng hòa Dominica | "El Himno a la Bandera"                                  |                         | Ramon Emilio Jimenez    |                         | |
| Ecuador           | "El Himno a la Bandera"                                  | 1936                    | Ángel Rivadeneira Pérez | Ángel Rivadeneira Pérez | |
| Estonia           | "Eesti lipp"                                             | 1922 (nhạc), 1897 (lời) | Martin Lipp             | Enn Võrk                | |
| Phần Lan          | "Lippulaulu"                                             | 1927                    | V.A. Koskenniemi        | Yrjö Kilpinen           | |
| Indonesia         | "Berkibarlah Benderaku"                                  | 1950                    | Ibu Soed                |                         | |
| Ý                 | "Onori e Inno Nazionale"                                 | 1847                    | Không lời               | Michele Novaro          | Về cơ bản, một phiên bản rút gọn của quốc ca Ý được chơi với những chiếc xù lông và khởi sắc trước đó và bỏ qua phần giới thiệu. Bài hát kết luận nơi cây cầu của quốc ca sẽ bắt đầu. Hay còn gọi là "Alzabandiera". |
| Malaysia          | "Jalur Gemilang"                                         | 1997                    | Siso Kopratasa          | Pak Ngah                | |
| Hà Lan            | "Het Vlaggelied"                                         | 1863 (lời), 1853 (nhạc) | Jan Pieter Heije        | Wilhelmus Smits         | |
| Paraguay          | "Himno a la Bandera"                                     | 1944                    | Mauricio Cardozo Ocampo | Mauricio Cardozo Ocampo | |
| Đài Loan          | "Zhōnghuá Míngúo Gúoqígē" ·                              | 1936 (nhạc), 1937 (lời) | Đới Quý Đào             | Hoàng Tự                | Tác giả của lời bài hát đang bị tranh cãi, mặc dù nó thường được quy cho Tai Chi-tao. Một tiêu đề thay thế là "Qīngtiān báirì mǎndìhóng" (Thanh thiên Bạch nhật Mãn địa hồng), có nghĩa là "Bầu trời xanh, mặt trời trắng và mặt đất đỏ hoàn toàn". |
| Hoa Kỳ            | "You're a Grand Old Flag" (không chính thức, de facto) · | 1906                    |                         | George M. Cohan         | Không chính thức, de facto. Hoa Kỳ chính thức không có quốc kỳ ca, tuy nhiên, Thủy quân lục chiến Hoa Kỳ thỉnh thoảng chơi bài hát này trước khi giương cờ Hoa Kỳ trong các nghi lễ, trong khi vận chuyển cờ đến cột cờ trong những gì quân đội Hoa Kỳ gọi là "cuộc diễu hành của màu sắc". Quốc ca của Hoa Kỳ hoặc "To the Colors" được phát trong quá trình giương cờ thực sự . Đối với các nghi lễ trong nhà của Quân đội Hoa Kỳ, "Quốc huy" được sử dụng. |
| Uruguay           | "Mi Bandera"                                             | 1939                    | Nicolás Bonomi          | José Usera              | |

### Cựu quốc gia có quốc kỳ ca
| Quốc gia | Bài hát    | Sử dụng   | Tác giả                      | Soạn nhạc    | Ghi chú                         |
| -------- | ---------- | --------- | ---------------------------- | ------------ | ------------------------------- |
| Nam Phi  | "Vlaglied" | 1961–1994 | Cornelis Jacobus Langenhoven | F.J. Joubert | Còn được gọi là "Ons eie vlag". |